# Psapharochrus alboguttatus
Psapharochrus alboguttatus là một loài bọ cánh cứng trong họ Cerambycidae.